# Juan Guzmán (futbolista)
Juan Guzmán (Bogotá, Colombia; 31 de agosto de 1988) es un exfutbolista estadounidense nacido en Colombia. Jugaba de defensa.

## Clubes
ref.
| Club                          | País           | Año         |
| ----------------------------- | -------------- | ----------- |
| Southern California Seahorses | Estados Unidos | 2007 - 2009 |
| Charlotte Eagles              | Estados Unidos | 2010 - 2014 |
| Louisville City               | Estados Unidos | 2015        |
| Patriotas Boyacá              | Colombia       | 2016        |
| Oklahoma City Energy          | Estados Unidos | 2017 - 2018 |
| New Mexico United             | Estados Unidos | 2019 - 2021 |